# Схерен, Петер
Петер Схерен (нидерл. Peter Scheeren; род. 30 июля 1955) — нидерландский шахматист, международный мастер (1982).
В составе национальной сборной участник следующих соревнований:
- 26-я шахматная олимпиада (1984) в г. Салоники.
- 8-й командный чемпионат Европы (1983) в Пловдиве.
- 1-я Телешахолимпиада (1977/1978). Команда Нидерландов дошла до полуфинала, где уступила победителю соревнования — сборной СССР.

Чемпион Нидерландов среди клубных команд (1983/84) и участник Кубка европейских клубов 1985/86 в составе «Эйндховена». Команда дошла до четвертьфинала.

## Изменения рейтинга
| Графики недоступны из-за технических проблем. См. информацию на Фабрикаторе и на mediawiki.org. |